# ستانلي هولواي
ستانلي هولواي (بالإنجليزية: Stanley Holloway )‏ (و. 1890 – 1982 م) هو ممثل هزلي، ومونولوجست ‏، وممثل مسرحي، وممثل أفلام بريطاني، ولد في لندن، توفي عن عمر يناهز 92 عاماً، بسبب سكتة.

## الخدمة العسكرية
خدم في الجيش البريطاني، ومشاة.

## جوائز وترشيحات
حصل على جوائز منها:
- جائزة الأوسكار لأفضل ممثل مساعد، عن عمل: سيدتي الجميلة (1964)
- جائزة توني لأفضل ممثل في مسرحية موسيقية [الإنجليزية]‏ (1957)

ترشح لـ:
- جائزة الأوسكار لأفضل ممثل مساعد، عن عمل: سيدتي الجميلة (1964)
- جائزة توني لأفضل ممثل في مسرحية موسيقية [الإنجليزية]‏ (1957).

## وصلات خارجية
- ستانلي هولواي على موقع IMDb (الإنجليزية)
- ستانلي هولواي على موقع الموسوعة البريطانية (الإنجليزية)
- ستانلي هولواي على موقع روتن توميتوز (الإنجليزية)
- ستانلي هولواي على موقع ألو سيني (الفرنسية)
- ستانلي هولواي على موقع ميوزك برينز (الإنجليزية)
- ستانلي هولواي على موقع تيرنر كلاسيك موفيز (الإنجليزية)
- ستانلي هولواي على موقع أول موفي (الإنجليزية)
- ستانلي هولواي على موقع قاعدة بيانات برودواي على الإنترنت (الإنجليزية)
- ستانلي هولواي على موقع قاعدة بيانات الأفلام السويدية (السويدية)
- ستانلي هولواي على موقع إن إن دي بي (الإنجليزية)